# Diplodonta aleutica
Diplodonta aleutica är en musselart som beskrevs av Dall 1901. Diplodonta aleutica ingår i släktet Diplodonta och familjen Ungulinidae. Inga underarter finns listade i Catalogue of Life.